# Władysław Gąsienica-Roj
Władysław Gąsienica-Roj (ur. 20 sierpnia 1933 w Zakopanem, zm. 22 grudnia 2016) – polski skoczek narciarski, kombinator norweski, sędzia narciarski oraz działacz sportowy.

## Życiorys
Był absolwentem Technikum Handlowego w Zakopanem (1952) oraz warszawskiej Szkoły Głównej Planowania i Statystyki (1957). Jeszcze podczas nauki w szkole średniej rozpoczął starty w zakopiańskich klubach: najpierw w HKS Zakopane (1949), a po jego likwidacji – w AZS Zakopane. Uprawiał skoki narciarskie oraz kombinację norweską, startując w zawodach o randze akademickich mistrzostw Polski (był złotym, srebrnym oraz brązowym medalistą mistrzostw) oraz świata (kombinacja norweska – złoto w 1957 w Oberammergau, srebro w 1956 w Zakopanem). Był również zapasowym zawodnikiem reprezentacji Polski na Zimowe Igrzyska Olimpijskie 1956 w Cortina d’Ampezzo.

Po zakończeniu kariery sportowej w 1963 roku pozostał w klubie AZS Zakopane, gdzie pracował przez cztery lata jako trener, a następnie jako działacz. Ponadto, w latach 1978-1991 był zastępcą dyrektora w Wytwórni Nart Szaflary „Polsport”.

Był wieloletnim członkiem Międzynarodowej Federacji Sportu Uniwersyteckiego (FISU) oraz międzynarodowym sędzią FIS skoków narciarskich i kombinacji norweskiej (czterokrotnie sędziował konkursy mistrzostw świata seniorów). Pełnił również następujące funkcje: wiceprezesa (1962-78) oraz prezesa (1978-1979) klubu AZS Zakopane, wiceprezesa Tatrzańskiego Okręgu Narciarskiego (1975-1979) oraz Tatrzańskiego Związku Narciarskiego (1994-2008), wiceprezesa Polskiego Związku Narciarskiego (1981-1984), przewodniczącego Komisji Kombinacji Norweskiej i Sportu Akademickiego (1983-1993) oraz członka Komisji Skoków FIS (1983-2006). Był również prezesem klubu olimpijczyka im. Stanisława Marusarza w Zakopanem oraz jednym z organizatorów Zimowej Uniwersjady 1993 w Zakopanem.
Po śmierci został pochowany na Nowym Cmentarzu w Zakopanem (kw. K4-A-16).

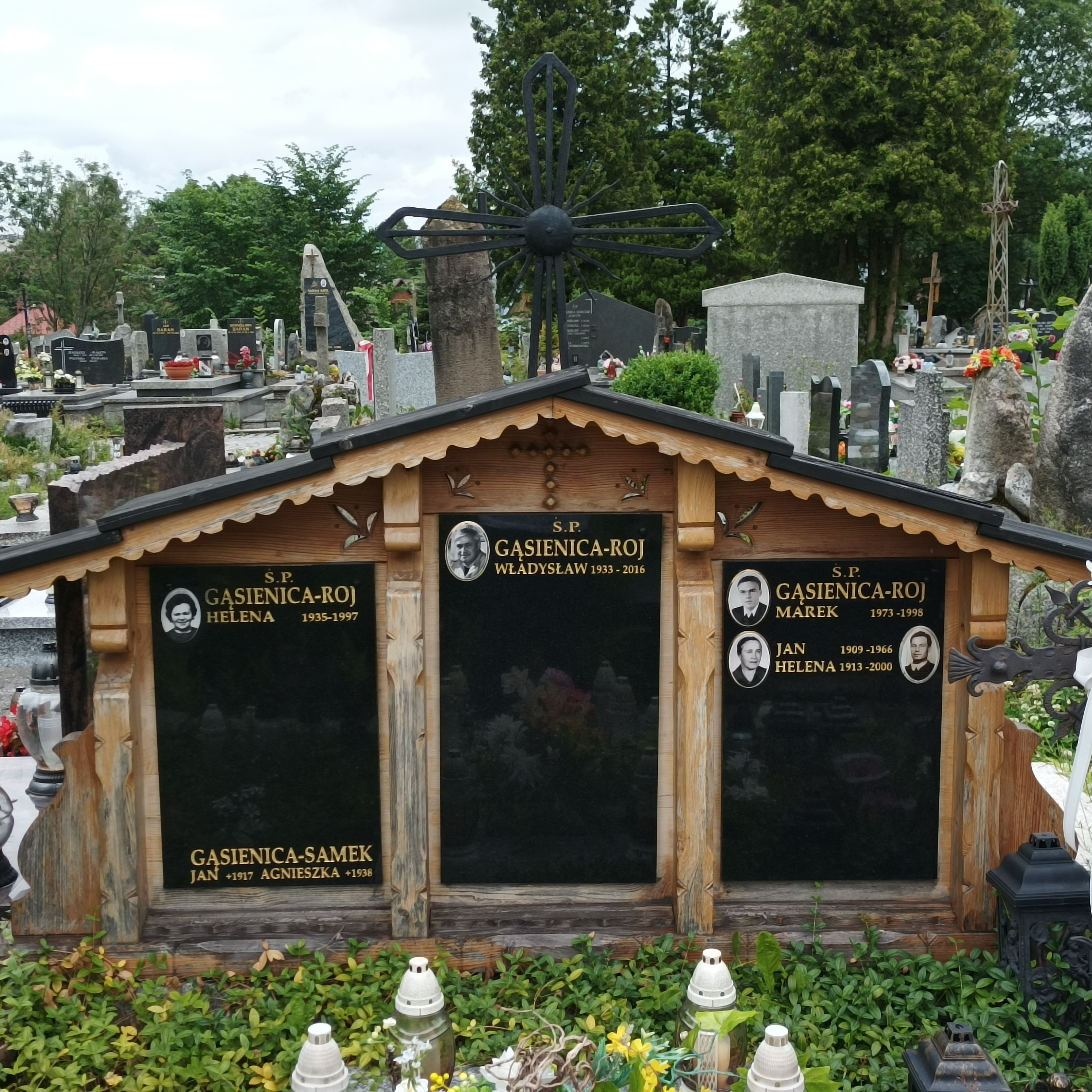
Grób Władysława Gąsienicy-Roja na Nowym Cmentarzu w Zakopanem

## Nagrody i odznaczenia
Za swe zasługi został uhonorowany Krzyżami: Komandorskim, Oficerskim i Kawalerskim Orderu Odrodzenia Polski, Złotym Krzyżem Zasługi, Medalem Komisji Edukacji Narodowej, Srebrną Odznaką „Zasłużony Działacz Kultury Fizycznej” oraz Złotymi Odznakami PZN i AZS. Był Honorowym Członkiem PZN i AZS oraz Honorowym Prezesem TZN. Otrzymał Dyplom MKOL2, przyznany mu przez Juana Antonio Samarancha oraz liczne dyplomy FIS.